# Distomus pacificus
Distomus pacificus is een zakpijpensoort uit de familie van de Styelidae. De wetenschappelijke naam van de soort werd in 1991 voor het eerst geldig gepubliceerd door het echtpaar Claude en Françoise Monniot.